# Henri Chammartin
Henri Chammartin (Chavannes, cantó de Vaud, Suïssa, 30 de juliol de 1918; Berna, Suïssa, 30 de maig de 2011) fou un genet suís, guanyador de cinc medalles olímpiques. El 1968, ell i el seu company Gustav Fischer, foren els segons esportistes suïssos a competir en cinc Jocs Olímpics, igualant la fita aconseguida el 1936 per l'atleta Paul Martin.

## Carrera esportiva
Especialista en doma clàssica, va participar als 33 anys en els Jocs Olímpics d'Estiu de 1952 realitzats a Hèlsinki (Finlàndia), on va aconseguir guanyar la medalla de plata en la prova per equips i finalitzar sisè en la prova individual amb el cavall Wöhler. En els Jocs Olímpics d'Estiu de 1956 realitzats a Melbourne (Austràlia), si bé les proves es realitzaren a Estocolm (Suècia), va guanyar la medalla de bronze en la prova per equips, finalitzant a més vuitè en la prova individual. En els Jocs Olímpics d'Estiu de 1960 realitzats a Roma (Itàlia) finalitzà vuitè en la prova individual, una edició olímpica en la qual no hi hagué concurs de doma per equips. En els Jocs Olímpics d'Estiu de 1964 realitzats a Tòquio (Japó) aconseguí guanyar dues medalles olímipques: la medalla d'or en la prova individual i una nova medalla de plata en la prova per equips amb el cavall Wörmann. En els Jocs Olímpics d'Estiu de 1968 celebrats a Ciutat de Mèxic (Mèxic), els seus últims Jocs Olímpics, aconseguí la seva cinquena medalla: la medalla de bronze en la competició per equips, a més de finalitzar novè en la prova individual.
També guanyà cinc medalles al Campionat d'Europa de doma, dues d'or, una de plata i dues de bronze, entre les edicions de 1963 i 1967, així com una medalla de plata al Campionat del Món de 1966.